# Rippl-Rónai utca
Rippl-Rónai utca est une rue de Budapest, située dans le quartier de Terézváros (6e arrondissement).